# U-180 (1941)
U-180 – niemiecki okręt podwodny z czasów drugiej wojny światowej, jedyny obok U-195 U-Boot typu IXD-1. Okręt ten odbył dwa rejsy bojowe, z których pierwszy miał na celu spotkanie na Oceanie Indyjskim z japońskim okrętem podwodnym I-29. Rejs ten zakończył się powodzeniem, a powracając z niego okręt dostarczył do bazy w Bordeaux m.in. 2 tony złota dla Ambasady Japonii w Berlinie. W czasie swej służby U-180 zatopił dwa statki brytyjskie o łącznej pojemności 13.298 BRT. Zaginął po 23 sierpnia 1944 roku w nieznanych okolicznościach.

## Budowa i wejście do służby
Zamówienie na budowę U-180, pierwszej jednostki typu IX D1 – reprezentanta największego typu niemieckiego okrętów podwodnych, zostało złożone 28 maja 1940 roku w należącej do koncernu Deschimag stoczni AG Weser w Bremie. Oficjalne rozpoczęcie budowy nastąpiło 25 lutego, wodowanie zaś 10 grudnia 1941 roku. Pięć miesięcy później – 16 maja 1942 roku okręt został przyjęty do służby w Kriegsmarine pod dowództwem Fregattenkapitäna Wernera Musenberga, w składzie szkolnej 4. Flotylli U-Bootów. Jednostka ta była konstrukcją nieudaną, napędzaną chłodzonymi wodą sześcioma dwudziestocylindrowymi silnikami Diesla Mercedes-Benz o mocy 1500 KM każdy. Silniki oryginalnie stosowano na kutrach torpedowych (S-Boot) i nawet dostosowane dla U-Bootów sprawowały się na nich nie najlepiej – wydzielały dużą ilość dymu, były też przyczyną wysokich temperatur wewnątrz kadłuba. Układ napędowy U-180 uzupełniały dwa silniki elektryczne Siemens i dwa wały napędowe z jedną śrubą każdy. Podobnie jak inne niemieckie krążowniki podwodne, U-180 miał sześć wyrzutni torpedowych, w tym cztery na dziobie, zabrać zaś mógł 27 torped (w tym 12 w pojemnikach na górnym pokładzie). Wyposażony był też w jedno zamontowane przed kioskiem działo kalibru 105 mm (ze 150 pociskami) oraz dwa działka przeciwlotnicze kalibru 37 i 20 mm.

## Rejs na Ocean Indyjski
W 1942 roku dowództwo U-Bootwaffe OKM postanowiło zrealizować zadanie specjalne polegające na spotkaniu z japońskim okrętem podwodnym I-29, w celu wymiany osób i ładunku. Do wykonania misji wybrany został U-180, który 1 lutego 1943 roku został włączony w skład operacyjnej 12. Flotylli U-Bootów. Przed wyjściem w pierwszy rejs bojowy 9 lutego 1943 roku z Kilonii Musenberg otrzymał polecenie atakowania wyłącznie samotnie płynących statków, pod pokład zabrał zaś Subhasa Bose. Był on politykiem, przewodniczącym Indyjskiego Kongresu Narodowego. Aresztowany za antybrytyjskie poglądy, zbiegł do Niemiec. Zamierzał utworzyć „armię wyzwoleńczą”, której zalążek stanowić mieli indyjscy żołnierze wzięci do niewoli przez Japonię w Azji Południowo-Wschodniej.

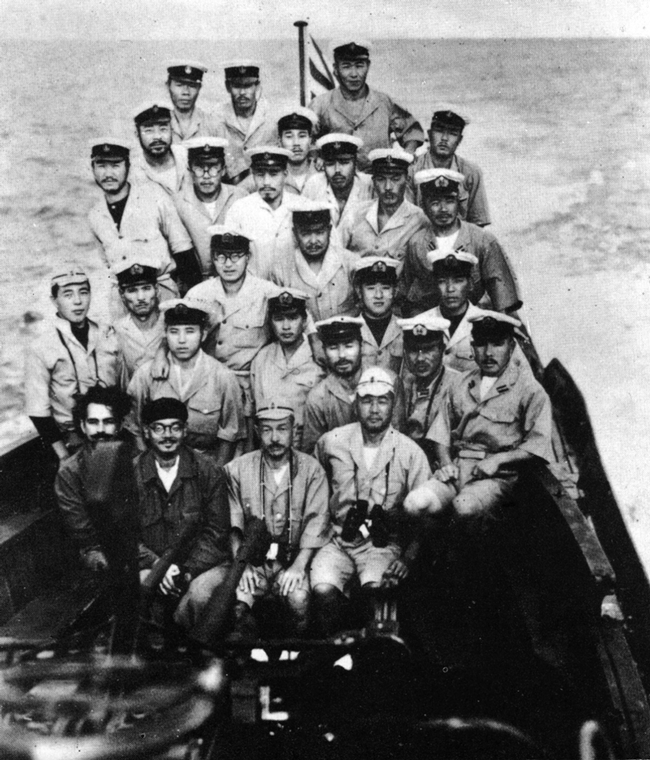
Członkowie załogi I-29 28 kwietnia 1943 roku, po spotkaniu z U-180. Drugi od lewej w dolnym rzędzie Subhas Bose.

Władze japońskie, mimo generalnie sceptycznego stosunku, uważały, że Bose może okazać się użyteczny w podsycaniu antybrytyjskich nastrojów w Indiach, toteż zaaranżowały jego przerzut do Japonii drogą morską przez Singapur. Japońskim okrętem, który miał odebrać Bose z U-180 oraz przejąć ładunek niemieckiej jednostki, był I-29 typu B1 – duży krążownik podwodny o długości 108 metrów i wyporności 2500 ton (dowódca Juichi Izu).
Z uwagi na duże zużycie ropy przez 6 silników U-180, niemiecki okręt pobrał na środkowym Atlantyku paliwo z podwodnego zbiornikowca U-462, po czym w pobliżu równika miał spotkać się z włoskim okrętem podwodnym „Leonardo da Vinci” typu Marconi, w celu udzielenia pomocy lekarskiej na jego pokładzie – do spotkania jednak nie doszło. Po opłynięciu Przylądka Dobrej Nadziei, U-180 18 kwietnia napotkał i zatopił brytyjski zbiornikowiec „Corbis” o tonażu 8 200 BRT, dwa dni później bezskutecznie próbował zaatakować inny samotnie płynący statek. Zgodnie z planem U-180 i I-29 spotkały się 23 kwietnia na Oceanie Indyjskim, około 450 mil na południowy wschód od Madagaskaru. Z powodu uniemożliwiającej przeładunek pogody, obydwa okręty pozostały w kontakcie przez kilka dni, po czym 27 kwietnia Bose wraz ze swoim asystentem Abidem Hasanem przepłynęli na pokład okrętu japońskiego. W dalszej kolejności Niemcy rozpoczęli przekazywanie na I-29 ładunku specjalnego, w postaci wyrzutni torpedowej z umieszczoną w niej lufą działa oraz amunicji, skrzyni z dokumentacja techniczną sprzętu wojskowego, samolotów i okrętów podwodnych oraz 3 skrzyń zawierających 432 pozoratory typu Bolde. Z I-29 na U-180 przeszli natomiast Tetsusiro Emi – dowódca kilku okrętów podwodnych, oraz Hideo Tomogaga – konstruktor jednostek tej klasy. Ponadto na niemiecki okręt przekazano trzy torpedy o napędzie parogazowym kalibru 533 mm, skrzynie chininy, 1,3 tony japońskiego uzbrojenia z dokumentacją techniczną, 0,5 tony poczty, dokumentów i dokumentacji technicznej z niemieckiej ambasady w Tokio oraz dwie tony złota w sztabach umieszczonych w 146 dużych skrzyniach. Japoński ładunek przekazany na U-Boota ważył łącznie 11 ton. Według dokonanego przez Wernera Musenberga zapisu w dzienniku pokładowym wraz z ładunkiem na pokład niemieckiego okrętu przeniesiono także karaluchy, chrząszcze i inne insekty.

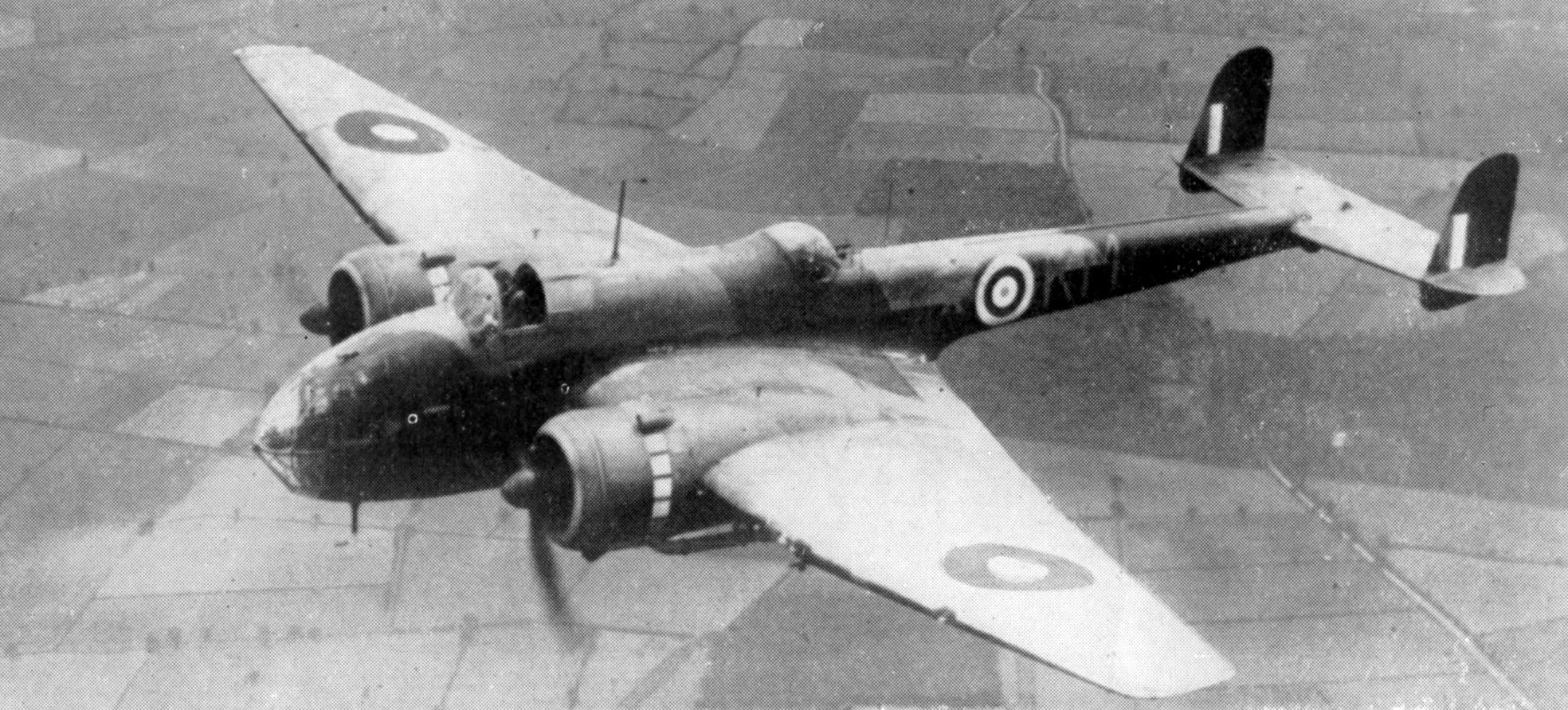
Handley Page Hampden

Po rozstaniu z okrętem japońskim U-180 zbliżył się do wybrzeża Republiki Południowej Afryki w pobliżu East London, gdzie został wykryty przez nieuzbrojony dwusilnikowy Avro Anson. Załodze okrętu udało się odpędzić go ogniem artylerii przeciwlotniczej. Wkrótce jednak U-Boot został odnaleziony przez Handley Page Hampden. Jak wynika z zapisu w dzienniku pokładowym, brytyjski bombowiec został zestrzelony przez Niemców. Wobec trudności powodowanych dymiącymi silnikami oraz wadliwym systemem ich chłodzenia, dowódca okrętu zrezygnował z patrolowania oraz polowania na nieprzyjacielskie statki i podjął decyzję o powrocie do Francji. 3 czerwca napotkał jednak i zatopił grecki statek „Boris” o tonażu 52 00 BRT. 19 czerwca na zachód od Wysp Kanaryjskich ponownie uzupełnił paliwo (z U-530) i 3 lipca – po 145 dniach rejsu – w towarzystwie napotkanego po drodze uszkodzonego U-518, zawinął do Bordeaux.
Spotkanie U-180 i I-29 na Oceanie Indyjskim było pierwszym spotkaniem niemieckich i japońskich jednostek podczas drugiej wojny światowej. I-29 dostarczył Bosego i jego pomocnika do Singapuru, po czym wrócił do Japonii, U-180 natomiast po zakończeniu rejsu na Ocean Indyjski został uznany za niezdatny do działań bojowych i 30 września 1943 roku wycofany ze służby w celu przebudowy na okręt zaopatrzeniowy. Wbrew niektórym powojennym relacjom, według których U-180 z dwom tonami złota na pokładzie zatonął w pobliżu Bordeaux, cały transport bezpiecznie dotarł do Ambasady Japonii w Berlinie. Dostarczone przez U-180 złoto Japończycy wykorzystywali później do pokrywania wydatków w Niemczech i innych krajach Europy.

## Przebudowa i ostatni rejs
Doświadczenia z pierwszego rejsu bojowego miały wpływ na podjęcie przez niemieckie dowództwo decyzji o przebudowie U-180 na okręt transportowy, w ramach której dokonano zamiany nieudanych silników Mercedes-Benz na dwa standardowe niemieckie silniki elektryczne Germania o mocy 1400 KM, zapewniające okrętowi maksymalną prędkość na powierzchni 15,75 węzła. Umożliwienie okrętowi transportu 252 ton ładunku wymagało jednakże usunięcia wszystkich wyrzutni torpedowych.
Aliancka inwazja w Normandii zagroziła niemieckim bazom okrętów podwodnych w północno-zachodniej Francji, co wymusiło ewakuację do Norwegii U-Bootów z baz w Lorient, Bordeaux i Breście. W sierpniu opuściły Francję także oba krążowniki podwodne, a także podwodny stawiacz min U-219. Celem ich rejsów nie były jednak porty norweskie, lecz porty w Penangu, Batawii i inne na Dalekim Wschodzie, gdzie płynęły z zaopatrzeniem. U-195 i U-219 dotarły do portów przeznaczenia, a dowodzony w tym czasie przez Rudolfa Riesena U-180 zaginął. Okręt, który 20 sierpnia 1944 roku wyszedł z Bordeaux, po 23 sierpnia prawdopodobnie wpadł na brytyjską minę w Zatoce Biskajskiej